# Kearny (Arizona)
Kearny é uma vila localizada no estado americano do Arizona, no condado de Pinal. Foi incorporada em 1959.

## Geografia
De acordo com o United States Census Bureau, a vila tem uma área de 7,3 km², onde 7,1 km² estão cobertos por terra e 0,2 km² por água.

### Localidades na vizinhança
O diagrama seguinte representa as localidades num raio de 40 km ao redor de Kearny.

## Demografia
Segundo o censo nacional de 2010, a sua população é de 1 950 habitantes e sua densidade populacional é de 272,8 hab/km². Possui 878 residências, que resulta em uma densidade de 122,8 residências/km².